# Liste des intercommunalités du Nord

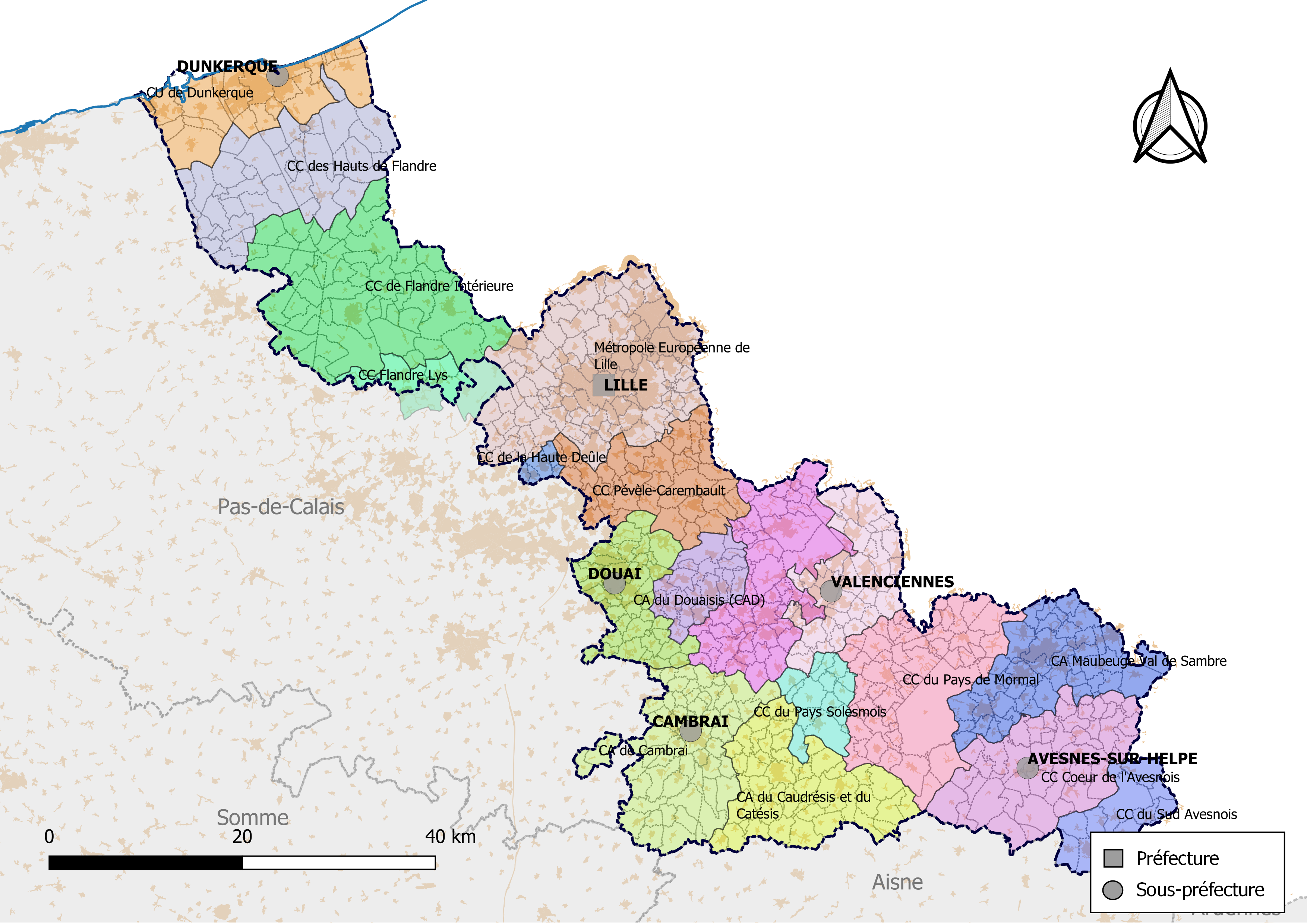
Carte des EPCI du Nord au 1er janvier 2019.

Depuis le 1er janvier 2024, le département du Nord compte 17 établissements publics de coopération intercommunale à fiscalité propre dont le siège est situé dans le département (une métropole, une communauté urbaine, 7 communautés d'agglomération et 8 communautés de communes), dont un qui est interdépartemental.

## Intercommunalités à fiscalité propre
| Forme juridique            | Nom                             | no SIREN  | Date de création | Nombre de communes    | Population (der. pop. légale) | Superficie (km2) | Densité (hab./km2) | Siège                 | Président         |
| -------------------------- | ------------------------------- | --------- | ---------------- | --------------------- | ----------------------------- | ---------------- | ------------------ | --------------------- | ----------------- |
| Métropole                  | Métropole européenne de Lille   | 200093201 | 31 décembre 1966 | 95                    | 1 187 907 (2021)              | 671,90           | 1 768              | Lille                 | Damien Castelain  |
| Communauté urbaine         | Communauté urbaine de Dunkerque | 245900428 | 21 octobre 1968  | 17                    | 192 554 (2021)                | 299,90           | 642                | Dunkerque             | Patrice Vergriete |
| Communauté d'agglomération | CA Valenciennes Métropole       | 245901160 | 31 décembre 2000 | 35                    | 192 075 (2021)                | 263,50           | 729                | Valenciennes          | Laurent Degallaix |
| Communauté d'agglomération | CA de la Porte du Hainaut       | 200042190 | 1er janvier 2014 | 47                    | 158 568 (2021)                | 371,40           | 427                | Wallers               | Alain Bocquet     |
| Communauté d'agglomération | CA du Douaisis                  | 200044618 | 1er janvier 2002 | 35                    | 148 582 (2021)                | 235,70           | 630                | Douai                 | Christian Poiret  |
| Communauté d'agglomération | CA Maubeuge Val de Sambre       | 200043396 | 1er janvier 2014 | 43                    | 123 545 (2021)                | 343,60           | 360                | Maubeuge              | Bernard Baudoux   |
| Communauté d'agglomération | CA Cœur de Flandre              | 200040947 | 1er janvier 2024 | 50                    | 102 489 (2021)                | 630,40           | 163                | Hazebrouck            | Valentin Belleval |
| Communauté d'agglomération | CA de Cambrai                   | 200068500 | 15 décembre 1999 | 55                    | 80 510 (2021)                 | 411,30           | 196                | Cambrai               | Nicolas Siegler   |
| Communauté d'agglomération | CA du Caudrésis - Catésis       | 200030633 | 1er janvier 2012 | 46                    | 63 602 (2021)                 | 372,70           | 171                | Beauvois-en-Cambrésis | Serge Siméon      |
| Communauté d'agglomération | CA Cœur d'Ostrevent             | 245901152 | 1er janvier 2025 | 20                    | 70 431 (2021)                 | 138,20           | 510                | Lewarde               | Frédéric Delannoy |
| Communauté de communes     | CC Pévèle-Carembault            | 200041960 | 31 décembre 2013 | 38                    | 97 850 (2021)                 | 310,30           | 315                | Pont-à-Marcq          | Luc Foutry        |
| Communauté de communes     | CC des Hauts de Flandre         | 200040954 | 31 décembre 2013 | 40                    | 53 545 (2021)                 | 448,50           | 119                | Bergues               | André Figoureux   |
| Communauté de communes     | CC du Pays de Mormal            | 200043321 | 31 décembre 2013 | 53                    | 48 266 (2021)                 | 466,90           | 103                | Le Quesnoy            | Guislain Cambier  |
| Communauté de communes     | CC Flandre Lys                  | 245900758 | 30 décembre 1992 | 8 (dont 4 dans le 59) | 39 935 (2021)                 | 125,80           | 317                | La Gorgue             | Bruno Ficheux     |
| Communauté de communes     | CC du Cœur de l'Avesnois        | 200043263 | 30 mai 2013      | 43                    | 29 098 (2021)                 | 418,0            | 70                 | Avesnes-sur-Helpe     | Nicolas Dosen     |
| Communauté de communes     | CC du Sud Avesnois              | 200043404 | 31 décembre 2013 | 12                    | 24 482 (2021)                 | 179,0            | 137                | Fourmies              | Mickaël Hiraux    |
| Communauté de communes     | CC du Pays solesmois            | 245901038 | 9 mars 2010      | 15                    | 14 641 (2021)                 | 117,60           | 125                | Solesmes              | Georges Flamengt  |

## Historique

### 2005
- Dissolution de la communauté de communes de la vallée de l'Hogneau à la suite du départ de l'une des deux communes, Bermeries intégrant la communauté de communes du Bavaisis.

### 2006
- Création de la communauté de communes du Quercitain le 1er septembre 2006 à partir de la fusion de :
  - la communauté de communes des Vallées de l'Aunelle et de la Rhônelle
  - la communauté de communes du Pays Quercitain
- Création de la communauté de communes du Caudrésis à partir de la fusion de :
  - la communauté de communes l'Est Cambrésis
  - la communauté de communes de Carnières Sud

### 2007
- Dissolution de la communauté de communes du Sud Cambrésis. Les différentes communes qui la composaient ont intégré soit :
  - la communauté de communes du Caudrésis
  - la communauté de communes du Pays de Matisse

### 2010
- Création de la communauté de communes du Caudrésis - Catésis le 1er janvier 2010 à partir de la fusion de :
  - la communauté de communes du Caudrésis
  - la communauté de communes du Pays de Matisse

### 2012
- Création de la communauté de communes du Cœur de l'Avesnois le 1er janvier 2012 à partir de la fusion de :
  - la communauté de communes du Pays d'Avesnes
  - la communauté de communes rurales des Deux Helpes
  - la communauté de communes des vallées de la Solre, de la Thure et de l'Helpe

- Suppression de deux intercommunalités rejoignant la communauté de communes du Caudrésis - Catésis le 1er janvier 2012 :
  - la communauté de communes de Haute Sambre-Bois l'Évêque
  - la communauté de communes de l'Espace Sud Cambrésis

### 2013
- Suppression de trois intercommunalités rejoignant la communauté d'agglomération de Cambrai le 1er janvier 2013 :
  - la communauté de communes de l'Enclave
  - la communauté de communes des Hauts du Cambrésis
  - la communauté de communes rurales de la Vallée de Vinchy

### 2014
La réforme territoriale a grandement modifié les intercommunalités du département.
- Création de la communauté de communes des Hauts de Flandre, le 1er janvier 2014 à partir de la fusion de :
  - la communauté de communes du canton de Bergues
  - la communauté de communes de la Colme
  - la communauté de communes de Flandre
  - la communauté de communes de l'Yser

- Création de la communauté de communes de Flandre Intérieure, le 1er janvier 2014 à partir de la fusion de :
  - la communauté de communes de l'Houtland
  - la communauté de communes du Pays de Cassel
  - la communauté de communes Monts de Flandre - Plaine de la Lys
  - la communauté de communes du Pays des Géants
  - la communauté de communes rurales des Monts de Flandre
  - la communauté de communes de la Voie romaine

- Création de la communauté de communes Pévèle Carembault, le 1er janvier 2014 à partir de la fusion de :
  - la communauté de communes du Carembault
  - la communauté de communes Cœur de Pévèle
  - la communauté de communes Espace en Pévèle
  - la communauté de communes du Sud Pévélois
  - la communauté de communes du Pays de Pévèle

- Création de la communauté de communes du Pays de Mormal, le 1er janvier 2014 à partir de la fusion de :
  - la communauté de communes du Bavaisis
  - la communauté de communes du Pays de Mormal et Maroilles
  - la communauté de communes du Quercitain

- Création de la communauté de communes du Sud Avesnois, le 1er janvier 2014 à partir de la fusion de :
  - la communauté de communes Action Fourmies et environs
  - la communauté de communes Guide du pays de Trélon

- Suppression de la communauté de communes rurales de la Vallée de la Scarpe rejoignant la communauté d'agglomération de la Porte du Hainaut le 1er janvier 2014.

- Suppression de trois intercommunalités rejoignant la communauté d'agglomération Maubeuge Val de Sambre le 1er janvier 2014 :
  - la communauté de communes frontalières du Nord-Est Avesnois
  - la communauté de communes Sambre - Avesnois
  - la communauté de communes du Nord Maubeuge

- Suppression de deux intercommunalités rejoignant la communauté d'agglomération de Cambrai le 1er janvier 2014 :
  - la communauté de communes de l'Ouest Cambrésis
  - la communauté de communes de Sensescaut

### 2015
- Lille Métropole Communauté urbaine prend le statut de métropole le 1er janvier 2015 et devient la Métropole européenne de Lille.

Carte des intercommunalités au 1 janvier 2022 :
Communauté urbaine de Dunkerque
Communauté de communes des Hauts de Flandre
Communauté de communes de Flandre Intérieure
Communauté de communes Flandre Lys
Métropole européenne de Lille (MEL)
Communauté de communes Pévèle Carembault
Communauté d'agglomération du Douaisis
Communauté de communes Cœur d'Ostrevent
Communauté d'agglomération de la Porte du Hainaut
Communauté d'agglomération Valenciennes Métropole
Communauté d'agglomération de Cambrai
Communauté d'agglomération du Caudrésis - Catésis
Communauté de communes du Pays solesmois
Communauté de communes du Pays de Mormal
Communauté d'agglomération Maubeuge Val de Sambre
Communauté de communes du Cœur de l'Avesnois
Communauté de communes du Sud Avesnois
Les sièges des intercommunalités sont blanchis.

- Communauté urbaine de Dunkerque
- Communauté de communes des Hauts de Flandre
- Communauté de communes de Flandre Intérieure
- Communauté de communes Flandre Lys
- Métropole européenne de Lille (MEL)
- Communauté de communes Pévèle Carembault
- Communauté d'agglomération du Douaisis
- Communauté de communes Cœur d'Ostrevent
- Communauté d'agglomération de la Porte du Hainaut
- Communauté d'agglomération Valenciennes Métropole
- Communauté d'agglomération de Cambrai
- Communauté d'agglomération du Caudrésis - Catésis
- Communauté de communes du Pays solesmois
- Communauté de communes du Pays de Mormal
- Communauté d'agglomération Maubeuge Val de Sambre
- Communauté de communes du Cœur de l'Avesnois
- Communauté de communes du Sud Avesnois

### 2017
- Suppression de la communauté de communes de Weppes rejoignant la métropole européenne de Lille le 1er janvier 2017.
- Suppression de la communauté de communes de la Vacquerie rejoignant la communauté d'agglomération de Cambrai le 1er janvier 2017.

### 2019
- La communauté de communes du Caudrésis - Catésis prend le statut de communauté d'agglomération le 1er janvier 2019.

### 2020
- Suppression de la Communauté de communes de la Haute Deûle rejoignant en mars 2020, après les élections municipales, la Métropole européenne de Lille.

### 2024
- La communauté de communes de Flandre intérieure prend le statut de communauté d'agglomération et prend le nom de Cœur de Flandre le 1er janvier 2024.

### 2025
- La communauté de communes Cœur d'Ostrevent prend le statut de communauté d'agglomération[18].